# Johann Christoph Windisch

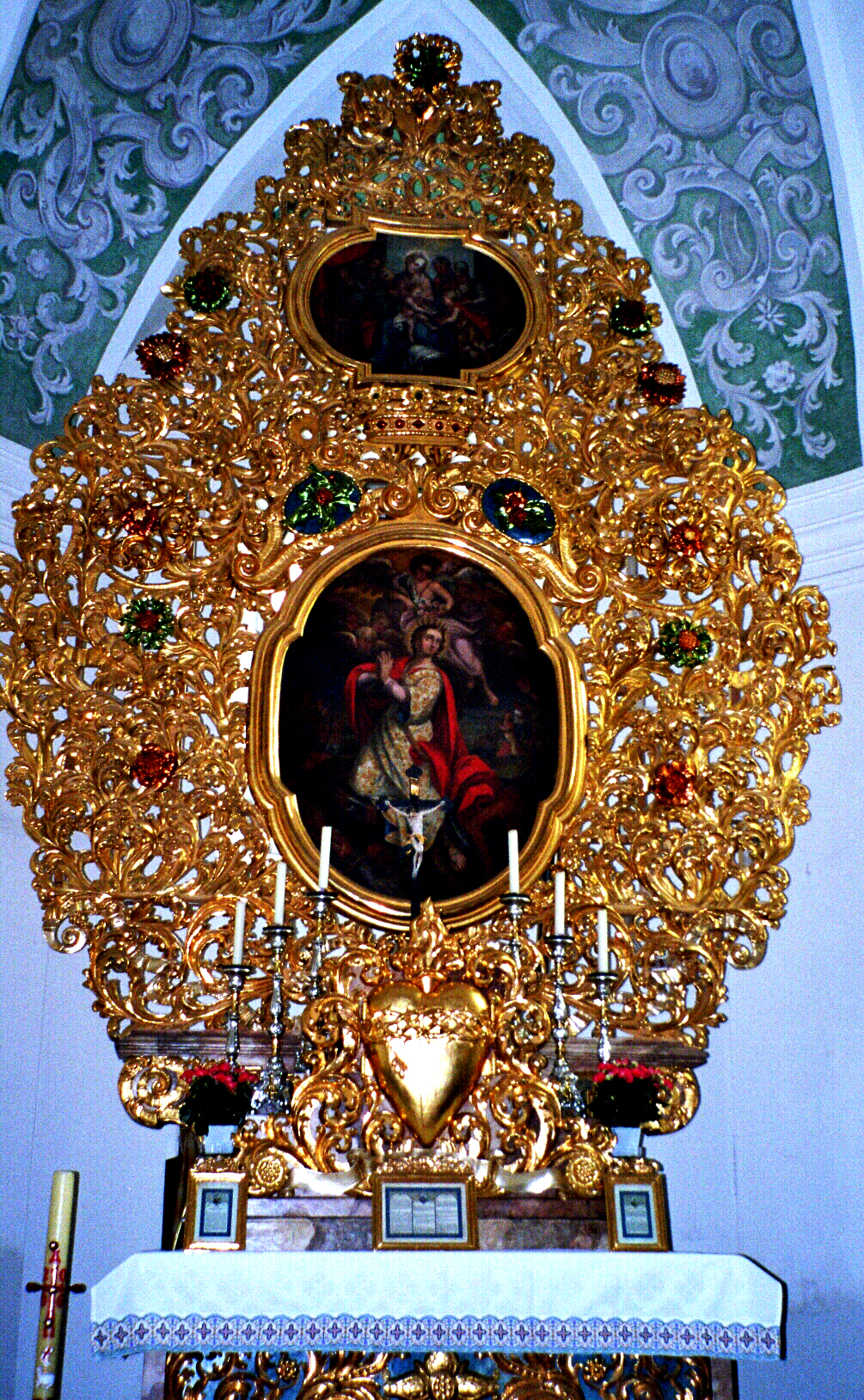
Akanthusaltar in Reuth

Johann Christoph Windisch (* 1654 in Weiden; † 16. November 1728 in Mockersdorf) war Schullehrer und Organist, Bildhauer und Schreiner.
Er wurde im Jahre 1654 als Sohn eines Hufschmieds in Weiden geboren und starb am 16. November 1728 in Mockersdorf, wo er auch begraben ist. Seine Ehefrau Barbara war eine Tochter des Stadtschreibers Ludwig Schepper aus Erbendorf.
An seinem Wohnort Mockersdorf war Johann Christoph Windisch als Schullehrer und Organist tätig. Bekannt wurde er aber besonders als Bildhauer und Schnitzer sehenswerter Akanthusaltäre. In diese Fußstapfen trat auch sein Sohn Sigmund, der am 11. Februar 1709 in Mockersdorf geboren wurde.

## Akantusaltar in Reuth
Zu seinen Hauptwerken zählt der monstranzförmige Hochaltar aus Akanthusschnitzwerk in der Reuther Kirche St. Katharina, der zwischen 1717 und 1720 entstand.
Das Altarbild zeigt die Heilige Katharina, das darüber liegende Bild die Anbetung der Heiligen Drei Könige. Originell ist die Idee, die mediterrane Akanthuspflanze als phantasievoll geschnitztes Rahmenwerk bei der Schaffung des Altars einzusetzen, wie es einer aus Böhmen stammenden Schnitzkunst entsprach. Verfeinert wurde das Schnitzwerk, indem den Akantusranken auch Sonnenblumen, Rosen- und Distelblüten aufgesetzt wurden.
Die katholische Kirche St. Katharina in Reuth entstand unweit des Schlosses als Schlosskapelle. Sie wurde 1717 zur Zeit des Schlossherren Johann Christian Ernst von Sparneck errichtet.